# Otoyol 31
Pour les articles homonymes, voir O31.
L'autoroute O31 relie les villes de İzmir à Aydın en Turquie.
Elle est sans doute la plus moderne des autoroutes turques, avec des contrôles automatiques très perfectionnés et la présence du tunnel de Selatin, le tunnel autoroutier le plus long (avec 3048 km) et le plus sécurisé de Turquie. Cette autoroute est également connue pour proposer l'entrée à l'aéroport principal d'Izmir (Adnan Menderes).
L'autoroute sera prolongée jusqu'à Denizli (début de construction en 2020), puis jusqu'à Burdur.